# Turbomàquina
Una turbomàquina és una màquina que el seu element principal és un rodet (rotor) a través del qual passa un cabal hidràulic de forma contínua, canviant aquest la seva quantitat de moviment per acció de la màquina, significant aquest fet una transferència d'energia entre la màquina i el flux, la qual pot ser en sentit màquina-flux o flux-màquina-. Les turbomàquines es diferencien d'altres màquines tèrmiques en el fet que funcionen de manera contínua i no discreta, com els compressors d'èmbol i les bombes de vapor a pistó, les quals són màquines de desplaçament volumètric o positiu. A semblança d'altres màquines tèrmiques, són transformadores d'energia, entregant-li energia mecànica al flux de treball convertint-la en pressió (energia potencial), energia tèrmica o energia cinètica del flux, podent ser aquest intercanvi en el sentit contrari. Aquestes màquines són utilitzades en l'actualitat per generar energia elèctrica que es fa servir a gairebé totes les tecnologies emprades, com a mecanisme de propulsió per a vehicles.